# 博伊爾斯頓 (阿拉巴馬州)
博伊爾斯頓（英語：Boylston）是一個位於美國阿拉巴馬州蒙哥馬利縣的非建制地區。該地的面積和人口皆未知。

## 地理
博伊爾斯頓的座標為32°25′42″N 86°16′46″W / 32.42833°N 86.27944°W，而該地的平均海拔高度為36米（即217英尺）。